# 40%
40% è un singolo della cantante francese Aya Nakamura, pubblicato il 22 novembre 2019 come sesto estratto dal secondo album in studio Nakamura. La produzione del singolo è stata affidata a Aloïs Zandry e Vladimir Boudnikoff.

## Classifiche
| Classifica (2019) | Posizione massima |
| ----------------- | ----------------- |
| Belgio (Fiandre)  | 65                |
| Belgio (Vallonia) | 30                |
| Francia           | 4                 |